# 特許廳 (日本)
35°40′15.56″N 139°44′45.15″E / 35.6709889°N 139.7458750°E
特許廳（日语：／）是日本行政機關之一，為經濟產業省的外局。根据經濟產業省設置法第22条，其使命是通過開展與發明，實用新型，設計和商標有關的事務來促進經濟和產業發展。。

## 外部連結
- 特許庁 （页面存档备份，存于）（日語）